# Disney Store

Lay out padrão das lojas Disney.

A Disney Store é uma rede internacional de lojas especializadas vendendo apenas itens relacionados à Disney, muitos deles exclusivos, sob seu próprio nome e Disney Outlet. A Disney Store é uma unidade de negócios da Disney Parks, Experiences and Products.
A Disney Store foi a primeira loja de entretenimento "varejo-entretenimento". A empresa tinha operado uma série de cadeias de lojas além de sua principal loja da Disney Store, a ESPN-The Store, o restaurante Mickey's Kitchen. Atualmente, a empresa opera as lojas stand-alone, Disney Baby, Walt Disney Gallery e Soda Fountain e Studio Store da Disney. A Disney Store era parceira da Disney na Harrods, que incluía um salão Bibbidi Bobbidi Boutique.
As lojas na América do Norte eram de propriedade e operadas pela subsidiária Hoop Holdings da The Children's Place de 2004 a 2008. A subsidiária da Oriental Land Company, a Retail Networks Co., Ltd., possuía e operava as lojas japonesas de 2002 a 2010. Desde 2012, a Disney possui departamentos da JC Penney em cerca de 520 locais da Penney. Na Índia, duas cadeias licenciadas, a Disney Jeans e a Disney Artist, pertencem e são operadas pela Indus Clothing e pela Ravi Jaipuria Corporation, respectivamente.
A Disney's Character Warehouse Outlet Store foi licenciada para liquidar a Asset Management & Sales LLC para vender excesso de estoque e descontinuar as mercadorias da Disney Parks . Os Armazéns de Caracteres têm apenas alguns locais permanentes, embora tenham lojas temporárias às vezes. Asset Management & Sales é de propriedade de Janie e Gary Stump.

## História
A primeira loja da rede da Disney abriu na Glendale Galleria em Glendale, Califórnia, em 28 de março de 1987. Em abril de 1990, a 50ª locação foi inaugurada no Montclair Plaza, Montclair, Califórnia, juntamente com o primeiro restaurante de fast food Mickey's Kitchen. com 25.000 visitantes no primeiro dia sem nenhuma promoção.
A primeira Disney Store fora dos Estados Unidos abriu em novembro de 1990 em Londres, Inglaterra. Doug Murphy foi contratado pela Disney Store como gerente de desenvolvimento de novos negócios em setembro de 1991, depois promovido a chefe de desenvolvimento de negócios em abril de 1993. A primeira loja japonesa foi inaugurada em 1992. Em 1992, a Disney Dollars estava disponível nas lojas da Disney Em março de 1992, a rede Disney Stores fechou os dois Mickey's Kitchen.
Uma vitrine de 11.000 pés quadrados foi inaugurada no terceiro trimestre de 1994 no canto Post e Powell da Union Square de San Francisco. Em 24 de outubro de 1994, a Disney Store (Hong Kong) Ltd. abriu sua primeira localização em um shopping center New Territories. Em 1994, a Disney Stores abriu sua principal localização na cidade de Nova York. A loja da Disney abriu ao lado do Teatro El Capitan em seu prédio em 1998.
Duplicando o local de atração e merchandise da Disneylândia, mas operado pela Disney Store, a primeira Walt Disney Gallery foi aberta fora do parque ao lado da Disney Store no shopping center Main Place Santa Ana na Califórnia em 4 de novembro de 1994 e foi operada pela Disney Store. Doug Murphy foi nomeado vice-presidente da Galeria Walt Disney para a Disney Store em dezembro de 1994.